# Carlos Skliar
Carlos Bernardo Skliar (27 de junio de 1960 en Buenos Aires) es un investigador, docente, fonoaudiólogo y escritor argentino.
Especializado en literatura, pedagogía y filosofía. Se desempeña como Investigador Principal del CONICET de Argentina, y del Área de Educación de FLACSO. Es reconocido internacionalmente por sus aportes pedagógicos, filosóficos y literarios al campo de la educación. Se desempeña como vicepresidente del centro PEN Argentina.

## Biografía
Se graduó como fonoaudiólogo en la Facultad de Ciencias de la Recuperación Humana de la Universidad del Museo Social Argentino (UMSA) en 1981 y como licenciado en Fonoaudiología, en el año 1987, en la misma institución. Luego realizó su doctorado en Fonología y Problemas de la Comunicación Humana en la misma universidad, de la que recibió el título en el año 1988. Luego realizó sus estudios posdoctorales en la Universidad Federal de Río Grande del Sur en Brasil, donde también fue profesor, y en la Universidad de Barcelona.
Fue Investigador Visitante del Consejo Nacional de Investigaciones Científicas de Italia y del Consejo Nacional de Investigaciones Científicas y Tecnológicas de Brasil; Profesor Titular de la Universidad Nacional de Cuyo y profesor Visitante en la Universidad Metropolitana de Santiago de Chile, en la Universidad de Barcelona, en la Universidad de Siegen (Alemania), en la Universidad Pedagógica de Bogotá y en la Universidad Pedagógica de Caracas.
Su extensa obra combina una reflexión fronteriza entre la literatura, la pedagogía y la filosofía. Ha publicado libros que hacen de la poética y el ensayo su principal fórmula de escritura. Desde sus inicios en el campo específico de la educación especial, su preocupación central ha estado involucrada en las formas de vinculación pedagógica con las diferencias. Sus primeras investigaciones indagaron los problemas en la comunicación con niños sordos, cuestión que lo ha ido encontrando comprometido con la problemática ético política, de la alteridad en la educación. De aquí que una de sus preocupaciones fundamentales también esté centrada en el lenguaje, particularmente en su relevancia filosófico literaria y no psicológica, didáctica o sociológica.
Actualmente dirige el equipo organizador del Diploma Superior en Pedagogías de las Diferencias de FLACSO Argentina.

## Obras principales[8]
- Primera Conjunción. Buenos Aires: Ediciones Eidán, 1982.
- La educación de los sordos. Una reconstrucción histórica, cognitiva y pedagógica. Mendoza: Editorial Universidad de Cuyo, 1997.
- ¿Y si el otro no estuviera ahí? Notas para una pedagogía (improbable) de la diferencia. Buenos Aires: Miño y Dávila Editores, 2002.
- Pedagogía (improvável) da diferença. E se o outro não estivesse aí? Río de Janeiro: DP&A Editores, 2003.
- Intimidad y Alteridad. Experiencias con la palabra. Buenos Aires: Miño y Dávila Editores, 2005.
- La educación (que es) del otro. Argumentos y falta de argumentos pedagógicos. Buenos Aires: Novedades Educativas, 2007.
- Conmover la educación. Ensayos para una pedagogía de la diferencia. Buenos Aires: Novedades Educativas, 2008. (En colaboración con Magaldy Téllez).
- Hilos después. Buenos Aires-Madrid: Mármol & Izquierdo Editores, 2009.
- Voz apenas. Buenos Aires: Ediciones del Dock, 2011.
- Lo dicho, lo escrito, lo ignorado. Ensayos mínimos entre educación, filosofía y literatura. Buenos Aires: Miño y Dávila Editores, 2011.
- La escritura. De la pronunciación a la travesía. Bogotá: Babel Libros, 2012.
- No tienen prisa las palabras. Barcelona: Editorial Candaya, 2012.
- Experiencias com a palavra. Río de Janeiro: Wak Editora, 2012.
- Hablar con desconocidos. Barcelona: Editorial Candaya, 2014.
- Desobedecer a linguagem: Educar. Belo Horizonte: Autêntica Editora, 2014.
- O ensinar enquanto travessia. Salvador de Bahía: EDUFA - Editora da Universidade Federal de Bahía. 2014.
- Desobedecer el lenguaje (alteridad, lectura y escritura). Buenos Aires: Miño y Dávila Editores, 2015.
- Pedagogías de las diferencias. Buenos Aires: Novedades Educativas, 2017.
- Escribir, tan solos. Madrid: Mármara editores, 2017.
- La inútil lectura. Madrid: Mármara editores, 2019.

## Distinciones
- 1994, 1995, Mención Honorífica del Instituto de Ciencias de la Información, ICI, Buenos Aires. Motivo: Lucha por la reividicación de los derechos de la comunidad sorda y la defensa y jerarquización de la lengua de señas.
- 1999, Mención Honorífica de la Prefeitura Municipal de Porto Alegre por el trabajo realizado en Derechos Humanos y Educación.
- 2001, Premio Investigador Destaque del Estado de Río Grande do Sul, Área Educación y Psicología, otorgado por la Fundación de Apoyo a la Investigación del Estado de Río Grande do Sul, FAPERGS.
- 2004, Premio Jesús Garanto Alós, a la mejor producción intelectual en lenguas de la Comunidad Europea en Educación Especial, por el libro “¿Y si el otro no estuviera ahí? Notas para una pedagogía (improbable) de la diferencia”. Instituto de Ciencias de la Educación, Universidad de Barcelona.
- 2007, Orden al mérito Profesor Vicente D’Abramo, en reconocimiento por la contribución al desarrollo académico, otorgada por el Instituto Superior de Formación Docente Número 35, Monte Grande, Provincia de Buenos Aires.
- 2008, Mención Especial Presidencia de la Nación, Consejo Políticas Sociales, CONADIS, Responsabilidad y compromiso social, Día nacional e internacional de  las personas con discapacidad, Buenos Aires.
- 2012, Tercer Premio Nacional de Ensayo de Pedagogía, Secretaría de Cultura de la Nación, Argentina.